# Huaca La Merced
La Huaca La Merced es un sitio arqueológico ubicado en el distrito de Surquillo, en la ciudad de Lima, capital del Perú. Fue declarado Patrimonio Cultural del Perú mediante RDN N° 233/INC 2002.

## Ubicación

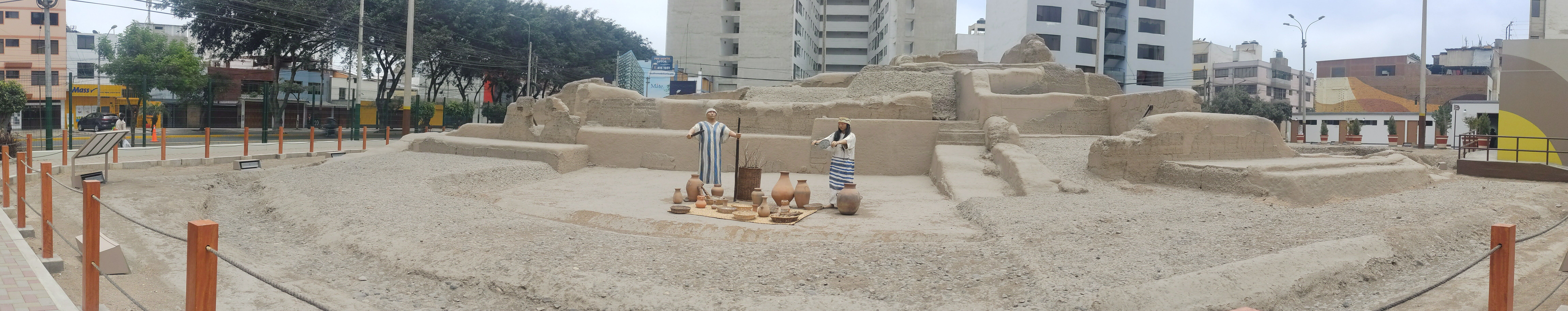
Vista panorámica Huaca La Merced

Está ubicada en la cuadra 5 de la Avenida Principal – Urbanización La Calera de la Merced. Tiene un área de 2,638 m2, aunque originalmente tuvo mayor extensión que se redujo por el crecimiento urbano.
Perteneció a la cultura Ychsma, desarrollándose en el Intermedio Tardío, y sus estructuras fueron hechas con canto rodado y bloques de barro o adobes escalonados formando una pirámide con pasadizos amplios. Posiblemente fue un centro administrativo para el control de canales secundarios del canal principal de Surco. Siendo abandonado en el periodo Horizonte Tardío (1450 - 1532 d.c.) durante la época Inca, siendo reutilizado como cementerio.
Es un edificio piramidal que cuenta con diversas estructuras tanto en la cima como en los alrededores. Hay recintos de tapias en los diversos niveles y en la sección alta.
Su abandono inicia hace 500 años, durante la colonia, siendo destruida por los adoberos quienes extraían el adobe para las nuevas construcciones, también por los huaqueros quienes buscaban cerámicas y objetos de valor relacionados con la cultura Ychsma. Fue criadero de animales, al final se convirtió en un depósito de basura, sin embargo, en la mayor parte se construyeron casas y demás edificaciones. En este punto no se le dio valor porque no se sabía lo que se escondía debajo de la basura.
La municipalidad de Surquillo y el Ministerio de Cultura han logrado restaurar dicho complejo con el fin de preservar correctamente la Huaca, así como promover las actividades turísticas y culturales. Dentro de estas renovaciones se pueden observar estructuras y circuitos compuestos por puentes, cercas e índices, así como también un museo donde se puede apreciar los hallazgos: textiles, ornamentos y vasijas.

## Los Ychsma

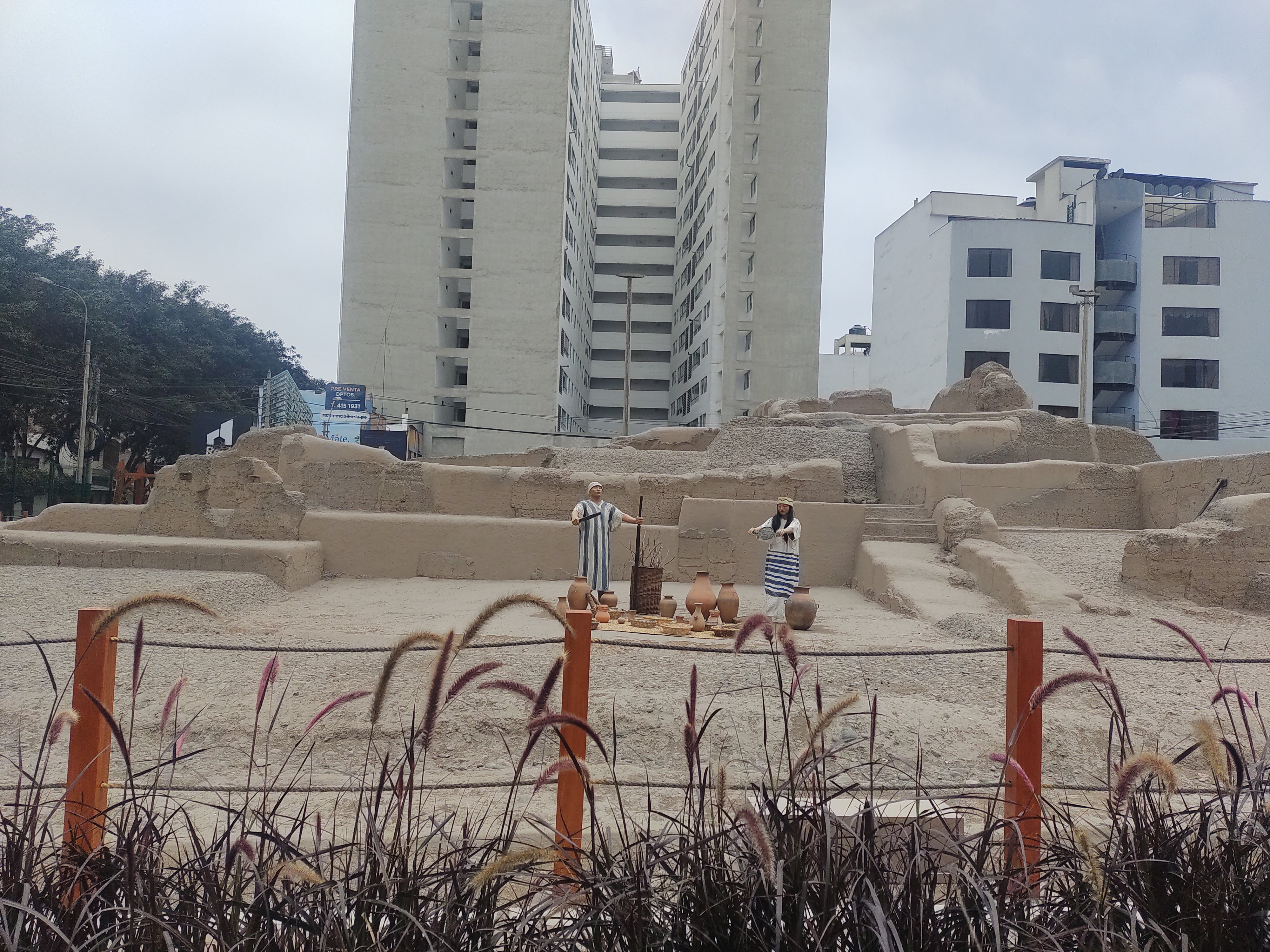
Huaca La Merced

Los Ychsma dominaron la zona de los ríos Lurín y Rímac. El señorío de Ychsma estaba formado por diversos grupos como los Lati, Malanga, Guatcas y Sulco. Desde diversos sectores de los valles, cada grupo tenía un curaca que gobernaba, administraba y controlaba canales de riego que ampliaban las zonas agrícolas en los valles bajos y, de ese modo, podía sostener a su gran población. Además, complementaban su desarrollo económico con la pesca, marisqueo y actividades ganaderas de camélidos en zonas de lomas.
Si bien eran comunidades independientes, los unía el culto al oráculo de Pachacámac, ubicado en el mayor centro religioso de ambos valles: el Santuario de Pachacámac. El señorío Ychsma era gobernado por una casta sacerdotal que residía en el templo de Pachacámac, el dios de los terremotos. Esta deidad era muy famosa y temida, recibía ofrendas, sacrificios humanos y peregrinos que llegaban desde los confines del mundo andino.
Su expansión en los valles costeños sigue en constante estudio arqueológico. En los últimos años se está hallando una notable cantidad de material cultural Ychsma en las laderas del río Chillón.
Con la invasión española inició su decadencia. Debieron abandonar sus centros administrativos y viviendas para ser trasladados a las reducciones de indios. Por cercanía, los pobladores de la Huaca La Merced probablemente fueron trasladados a la reducción de Surco.
Los ambientes en los que habitaron los Ychsma varían, se sabe por los hallazgos que aprovecharon correctamente los ambientes geográficos existentes que los rodearon así como también adecuaron sus técnicas para conseguir el máximo rendimiento de su territorio como lo son los valles, las caletas intermedias y los humedales o pantanos. Hay evidencia de que ellos ocuparon la isla San Lorenzo, al igual que los Incas. Lo que respecta a su ubicación espacio-tiempo, ha habido múltiples discusiones que buscan aclarar dicha incógnita, algunos suelen establecer fases (Tardío, Temprano y Medio), otros le atribuyen una existencia previa a la incaica y que culminó cuando fueron integrados por ellos. La cronología de dicha sociedad es, por lo tanto, muy imprecisa, pero necesariamente vinculada a los Incas.

## Períodos

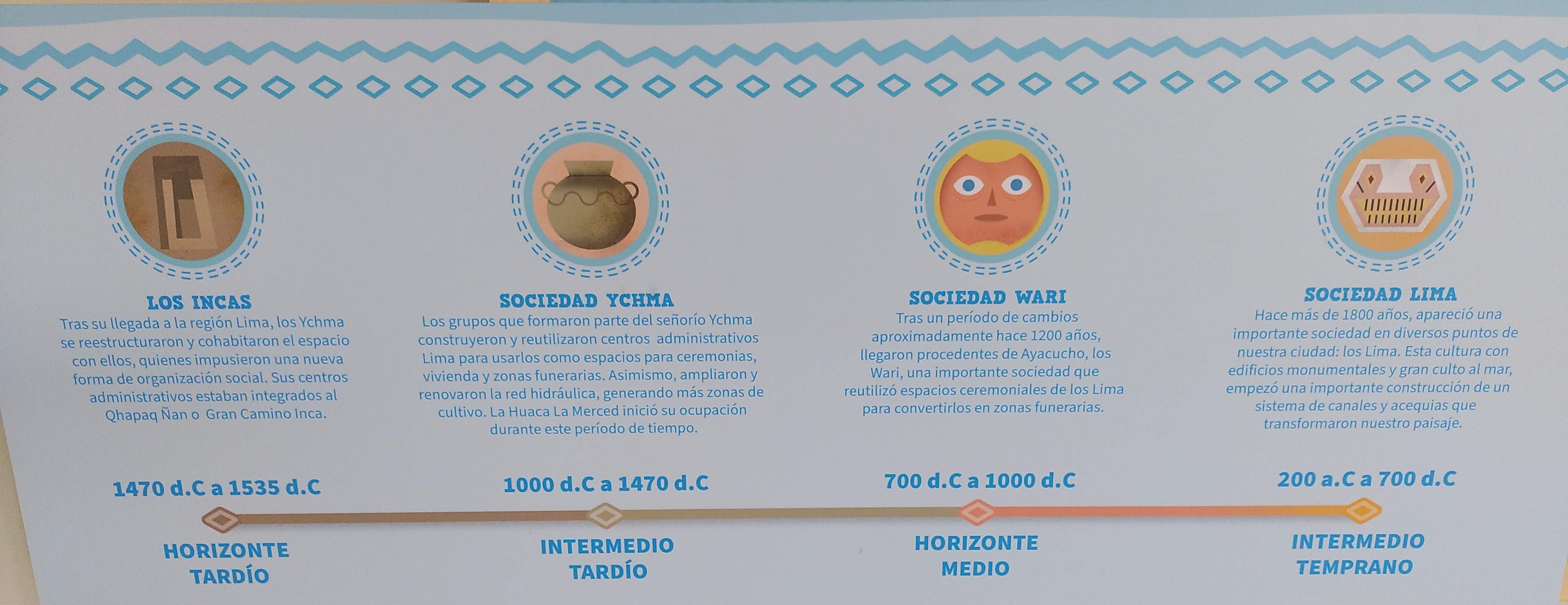
Línea de tiempo

### 200 a.C. a 700 d.C. - Intermedio Temprano - Sociedad Lima
Hace más de 1800 años, apareció una importante sociedad en diversos puntos de nuestra ciudad: los Lima. Esta cultura con edificios monumentales y gran culto al mar, empezó una importante construcción de un sistema de canales y acequias que transformaron nuestro paisaje.

### 700 d.C. a 1000 d.C. - Horizonte Medio - Sociedad Wari
Tras un período de cambios aproximadamente hace 1200 años, llegaron procedentes de Ayacucho, los Wari, una importante sociedad que reutilizó espacios ceremoniales de los Lima para convertirlos en zonas funerarias.

### 1000 d.C. a 1470 d.C. - Intermedio tardío - Sociedad Ychsma
Los grupos que formaron parte del señorío Ychsma construyeron y reutilizaron centros administrativos Lima para usarlos como espacios para ceremonias, vivienda y zonas funerarias. Asimismo, ampliaron y renovaron la red hidráulica, generando más zonas de cultivo. La Huaca la Merced inició su ocupación durante este período de tiempo.

### 1470 d.C. a 1535 d.C. - Horizonte tardío - Los Inca
Tras su llegada a la región Lima, los Ychsma se reestructuraron y cohabitaron el espacio con ellos, quienes impusieron una nueva forma de organización social. Sus centro administrativos estaban integrados al Qhapaq Ñan o Gran Camino Inca.

## Arquitectura

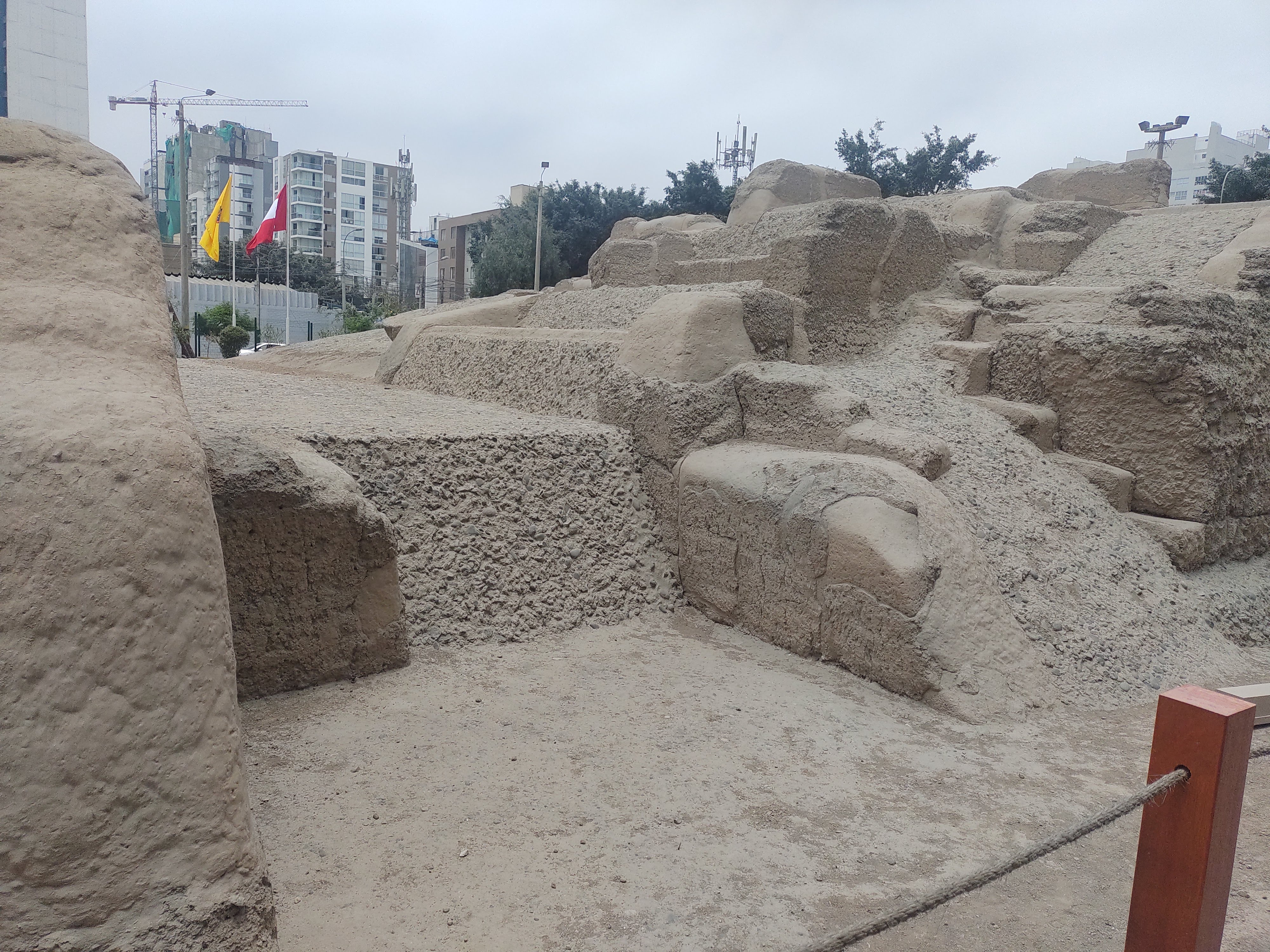
Arquitectura

Al entrar a la Huaca se observan unos grandes muros de forma trapezoidal, es decir que sus bases son más anchas que la parte superior. Estos elementos arquitectónicos típicos de la cultura Ychsma se conocen como tapiales. Consisten en grandes bloques de barro mezclado con arena, arcilla, pequeñas piedras y cantos rodados encofrados dentro de unas planchas o cajón de madera. 
Debido a su altura y la estabilidad que provee, los tapiales se usaron para delimitar recintos. Estos espacios se unían entre sí por medio de pasadizos con rampas o, en algunos casos, escalinatas. Algunos recintos presentan pisos enlucidos, dando a entender que pudo haber sido un espacio para un fin diferente.
Construyeron pirámides a las cuales se accedían mediante rampas, una de las construcciones más representativas de la época. Su estructura piramidal se encuentra delimitada por un gran muro perimétrico y en su interior resalta un amplio patio frontal, una rampa de acceso principal, accesos posteriores y zonas de depósito.
Está compuesto por una serie de recintos y depósitos conectados entre sí por medio de pasadizos. Los patios interiores se usaron para realizar actividades administrativas y ceremoniales, algunas vinculadas al uso y mantenimiento de los canales. También se usaba como centro de distribución de productos.
Para ganar altura crearon plataformas hechas con barro, arcilla y cantos rodados que son piedras redondeadas encontradas en los ríos y en las playas. Esta elevación fue muy útil ya que les evitaba posibles inundaciones y posicionaba al sitio en un espacio muy visible dentro del territorio, haciendo resaltar su importancia sobre otras edificaciones aledañas.

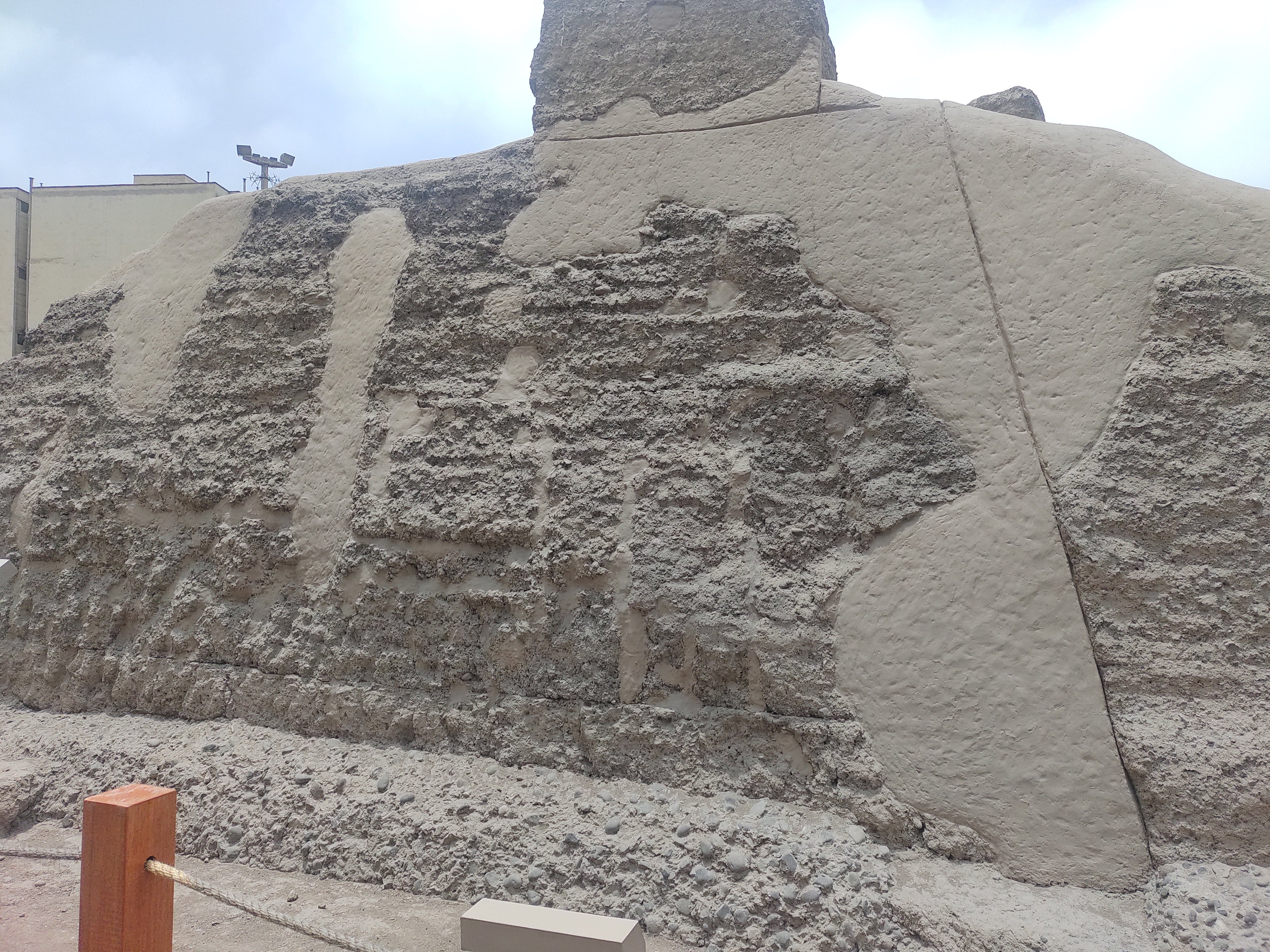
Muestra de pared hecha con barro, arcilla y cantos rodados

Esta huaca sufrió una serie de deterioros producto primero de la presencia de adoberos que se encargaron de retirar gran cantidad de barro para fabricar adobe para las nuevas construcciones, dejando los muros inestables. Esta huaca fue utilizada también como corral, se han encontrado excremento de caballos, de reses y aves. También ha sido intensamente huaqueada, todos estos factores han ocasionado una serie de deterioros en su estructura, han derrumbado muchos muros y otros están fuera de su lugar incluso se han retirado los elementos que servían de contención a los rellenos interiores.

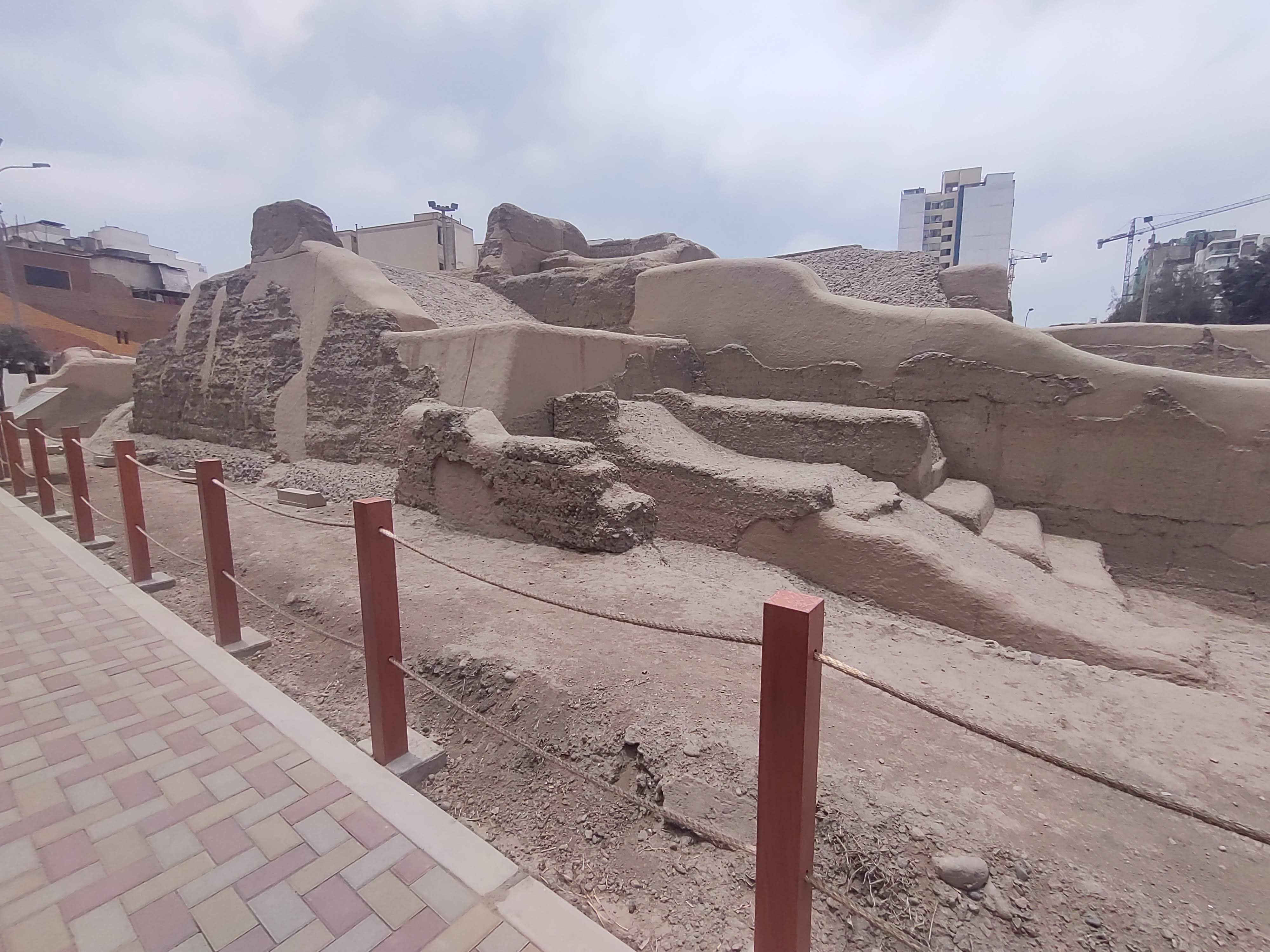
Frontis escalonado asociado con las primeras etapas de construcción de la huaca.

Según, la arqueóloga y directora de la puesta en valor, restauración y excavación de la Huaca, Cecilia Camargo, en los pisos se puede apreciar una estratigrafía que evidencia las constantes ocupaciones y remodelaciones del lugar pues por ejemplo aquí hay un piso, pasa el tiempo rellenan y ahí hacen otro piso, pasa el tiempo siguen modificando y viene otro piso y así sucesivamente. No se va a encontrar la misma altura de los pisos en todos lados porque el mismo piso que de un lado esta a cierto nivel, en otro lado está más hundido debido a una serie de procesos, colapsos, terremotos, remodelaciones etc.
En una zona la huaca esta cortada, se sabe por la foto aérea y por testimonio de los vecinos que vivían acá antes que la zona se urbanizara completamente, en los años 60, que la huaca era mucho más grande, la cual continuaba hasta el Pasaje Daniel Cruz.
La huaca como muchos otros sitios no es una construcción de un solo momento o sea lo que vemos no fue construido de un solo golpe, si no que han crecido con el tiempo y generalmente el proceso de crecimiento responde quizás a procesos sociales, debe estar ocurriendo algo que produzca la necesidad de crecimiento de estos espacios públicos, es por eso que las Huacas crecen hacia lo ancho y hacia lo alto. No solamente crecen los espacios sino también cambian de dirección, cambian de direcciones y hasta un diseño arquitectónico diferente.
La ocupación de esta huaca en cuestiones de tiempo es desde finales del periodo del intermedio tardío hasta inicios del horizonte tardío y básicamente por el estilo es Ychsma, no se han encontrado cosas propiamente incas, el sitio fue utilizado como cementerio por un largo periodo de tiempo y estos entierros son de la época del horizonte tardío.

### Sectores

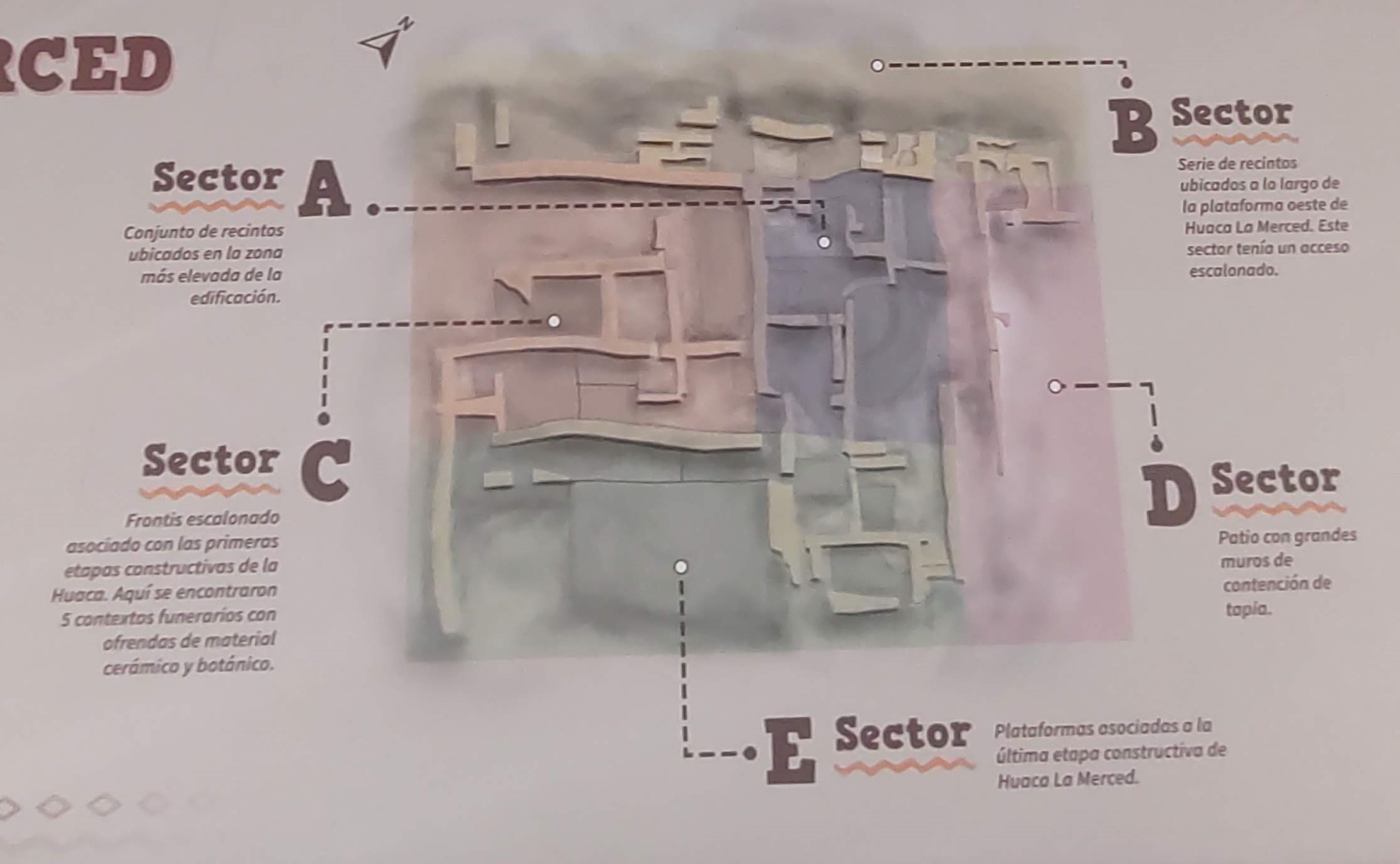
Mapa Sectores Huaca La Merced

#### Sector A
Compuesto por un conjunto de recintos ubicados en la zona más elevada de la edificación.

#### Sector B
Compuesto por una serie de recintos ubicados a lo largo de la plataforma oeste de la Huaca la Merced. Este sector tenía un acceso escalonado.

#### Sector C
En este sector se encontraba un frontis escalonado asociado con las primeras etapas constructivas de la Huaca. Aquí se encontraron 5 contextos funerarios con ofrendas de material cerámico y botánico.

#### Sector D
En este sector se hallaba un patio con grandes muros de contención de tapia, solo queda una pequeña porción de los muros de contención.

#### Sector E
Este sector estuvo conformado por plataformas asociadas a la última etapa constructiva de la Huaca de la Merced.

## Alfarería

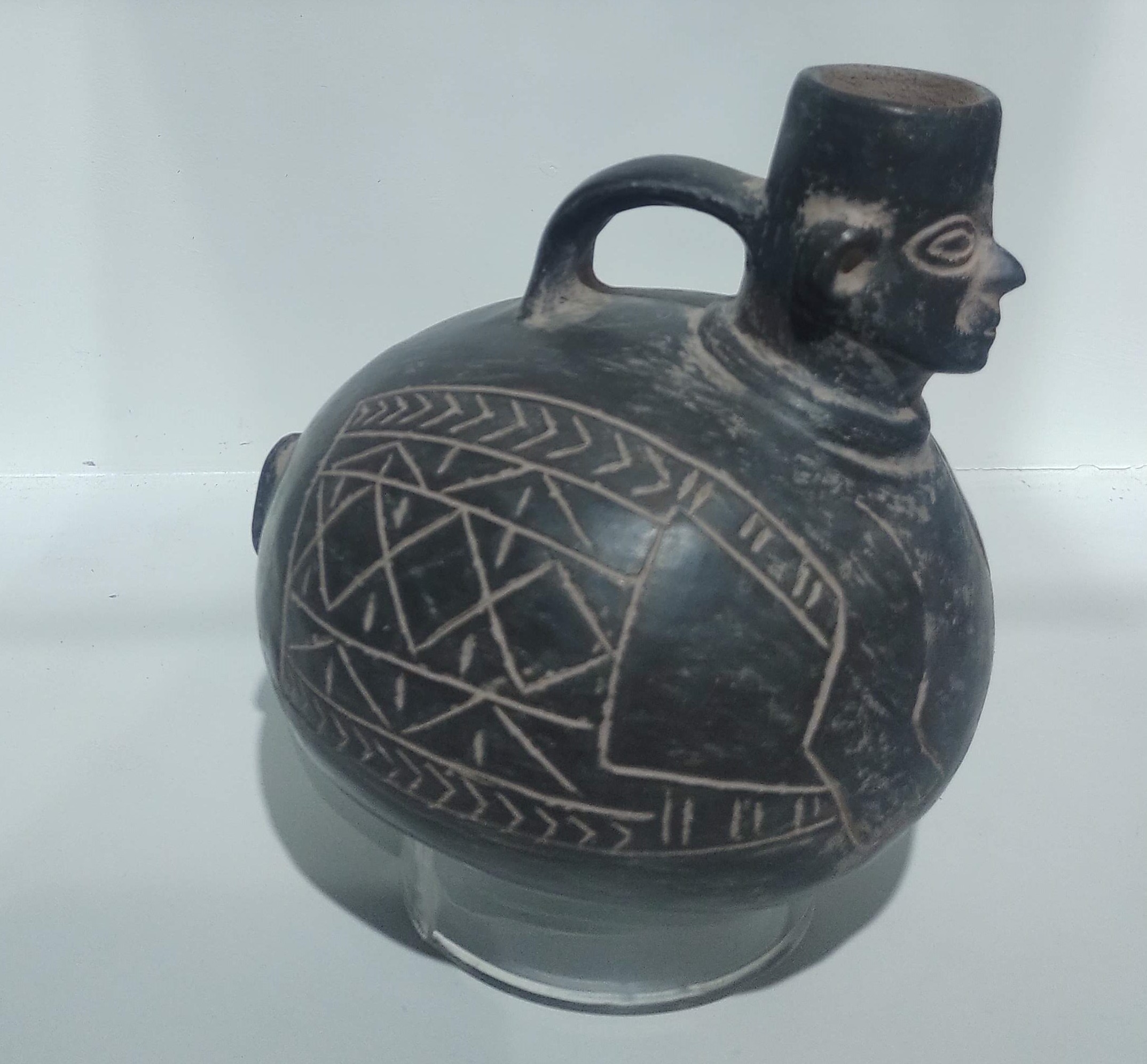
Representación de un pescador realizando sus labores diarias

Los artesanos Ychsma desarrollaron una gran variedad de formas entre las que encontramos platos, cuencos, ollas, vasos, tinajas, botellas y cántaros. En general se caracteriza por sus tonos rojizos, marrones y cremas. Las piezas halladas en los centros Ychsma, sugieren el empleo de la cerámica utilitaria tanto para fines domésticos como rituales y/o funerarios.
El estudio de sus materias primas, formas y diseños hizo que los investigadores identificaran tres grandes momentos del desarrollo de su cerámica.

### Periodos

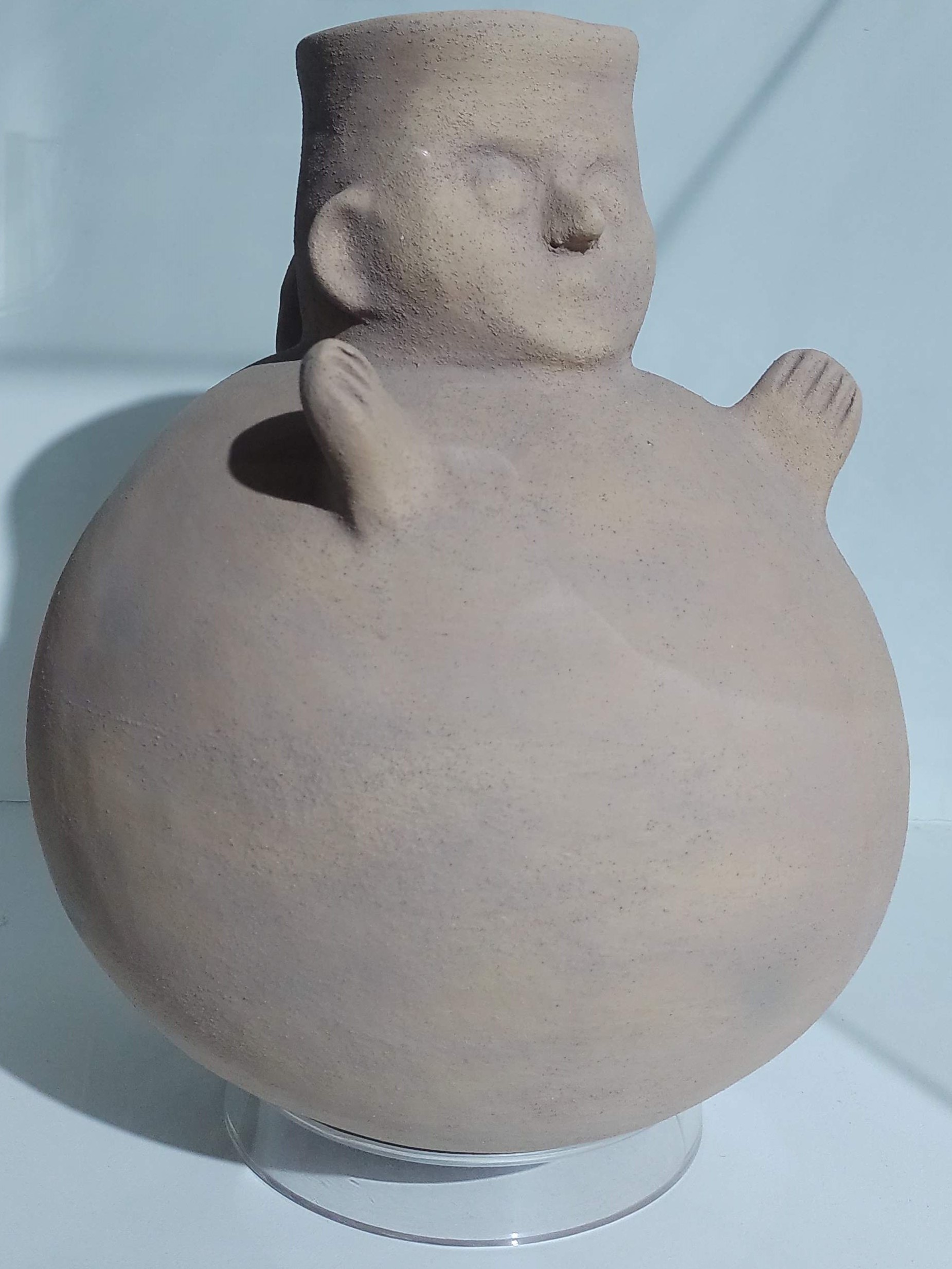
Cántaro antropomorfo

#### Ychsma Temprano (Final del horizonte temprano - inicio del intermedio tardío)
Sus primeras piezas presentan un alisado simple, decoración con punteado e incisiones. Sus diseños se hacían con pigmentos minerales de color crema, blanco, negro y rojo.

#### Ychsma Medio (Intermedio Tardío)
Desarrollan una manufactura más fina en el alisado. Añaden decoraciones en bandas verticales y crean nuevos diseños como figuras geométricas y dibujos de los peces. Además surgen piezas llanas con figurinas modeladas tanto en el cuello o cuerpo de la vasija.

#### Ychsma Tardío (Horizonte tardío)
Durante periodos tardíos se incorporaron elementos influenciados por la tradición Inca, como nuevas formas, figurinas escultóricas, apliques y rostros de personajes elaborados con moldes. Además se empleó una amplia gama de tonos crema.
La cerámica recuperada en las estructuras de la Huaca pertenece principalmente a los periodos Ychsma medio y tardío. Esto quiere decir que la cerámica está vinculada al período de mayor desarrollo de los Ychsma y, además, durante el tiempo de ocupación Inca en nuestro Valle.
Entre los fragmentos se encontraron piezas con estilo de decoración crema chorreada. Entre las piezas que formaban parte de los ajuares funerarios encontraron cántaros y ollas con aplicaciones de serpientes, botellas de tipo cara-gollete y figurinas. En general, las vasijas presentan la técnica del pulido, consiguiendo una superficie muy lisa. La cerámica Ychsma se ha destacado por su controversia, tanto en lo que respecta a su distribución geográfica (ubicación en el espacio) como su secuencia (ubicación en el tiempo). Las características definitorias no son uniformes, lo que llevó a que los hallazgos fuesen atribuidos a estilos foráneos como el Chincha o que hayan sido clasificados erróneamente como decorativos o tecnológicos. Dentro de su estilo se pueden rescatar las siguientes tendencias y patrones: el empleo del negro, blanco y rojo, negro y blanco, crema chorreado, llano, tetracolor y escultórico. Los periodos a los que se adjudican las piezas son el Ychsma temprano, Ychsma medio y el Ychsma tardío, el estilo Puerto Viejo abunda en la mayoría de estas piezas, especialmente en los valles de Rímac y Lurín.
Se sabe gracias a la cerámica que la cultura Ychsma tenía como ídolos a dioses derivados del imperio Wari, como el dios de los báculos, caracterizado por los brazos abiertos y elementos iconográficos rodeándolo, así como también representaron seres míticos y animales (felinos, peces, aves).

## Textiles

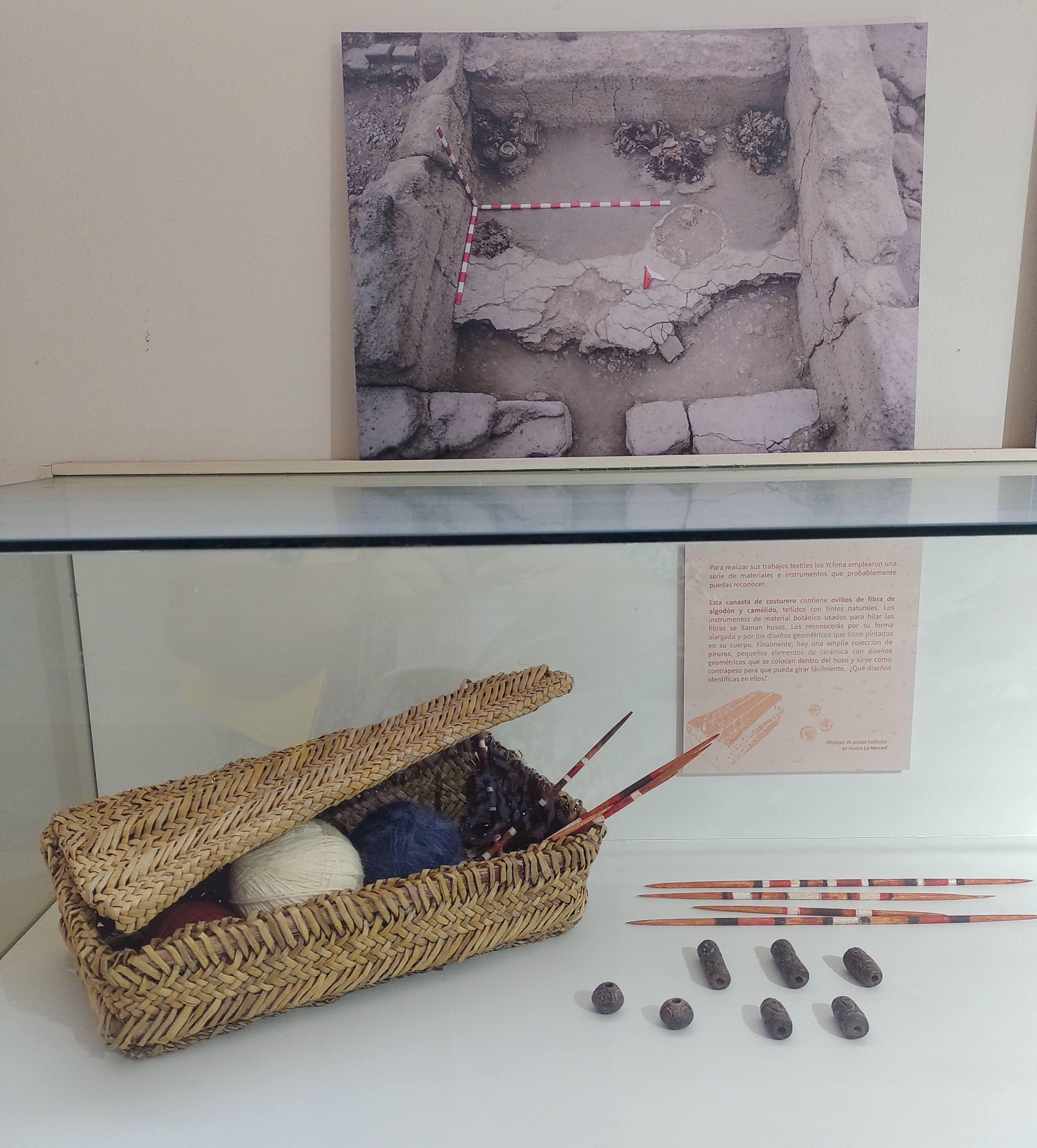
Instrumentos utilizados para tejer.

Los Ychsma, a través de prendas de vestir y adornos personales nos cuentan historias sobre su sociedad, su medio ambiente y sus creencias. Ellos se caracterizaron por el uso del algodón y una combinación de colores crema, azul y varios tonos de marrón. 
Para realizar sus trabajos textiles los Ychsma emplearon una serie de materiales e instrumentos  conocidos: ovillos de fibra de algodón y camélido, teñidos con tintes naturales. Los instrumentos de material botánico usados para hilar las fibras se llaman husos. Finalmente, hay una amplia colección de piruros, pequeños elementos de cerámica con diseños geométricos que se colocan dentro del huso y sirve como contrapeso para que pueda girar fácilmente. 
Además, la torsión de sus hilos, el tapiz calado, figuras brocadas y la elaboración de parches en tapiz en forma de peces, son elementos que los caracterizan, especialmente en sus últimas etapas de desarrollo
Los Ychsma produjeron gran cantidad de prendas de vestir y adornos personales, usados, mayoritariamente, en símbolos de distinción.

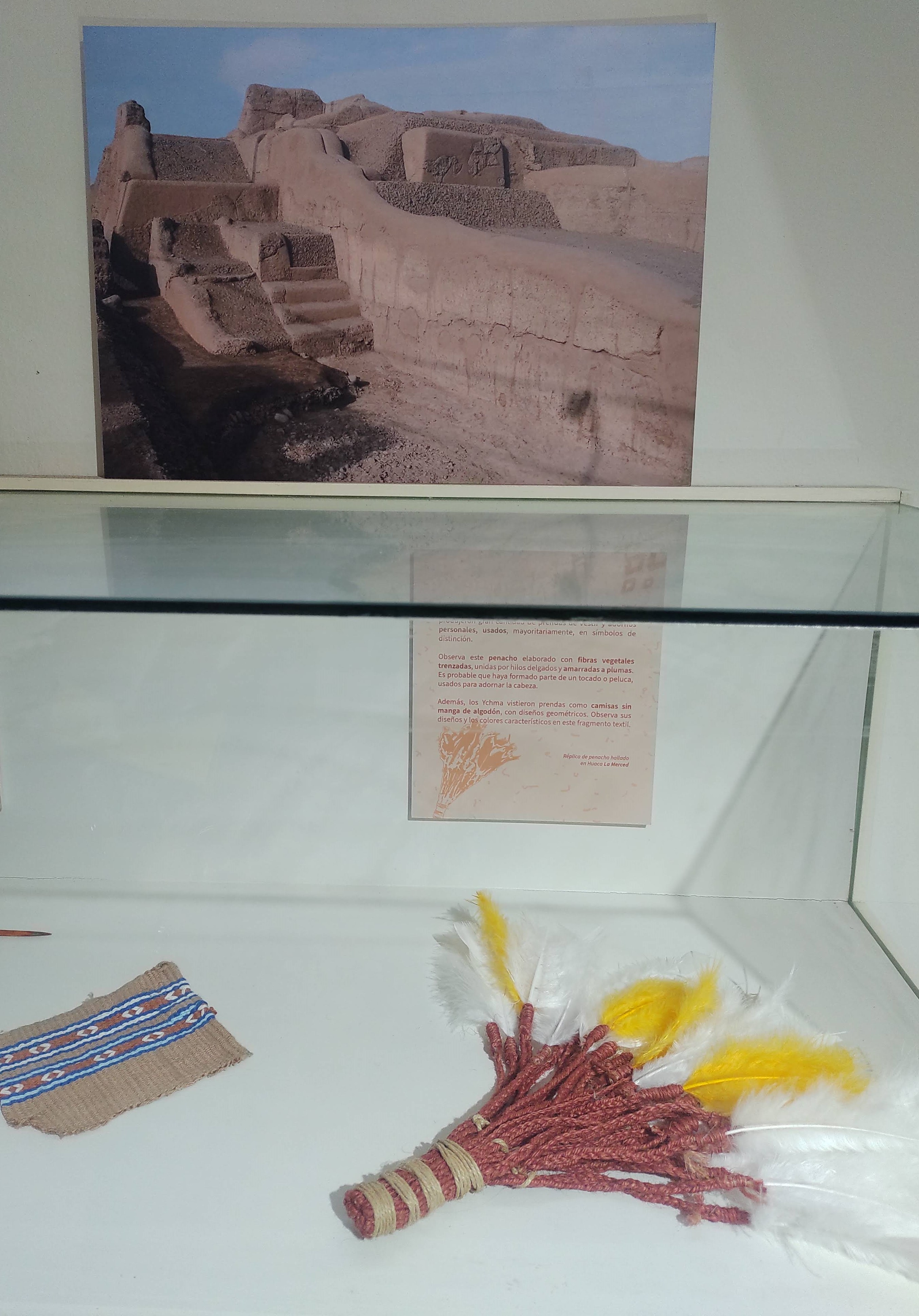
Una muestra del tejido Ychsma.

Para la elaboración de un penacho utilizaban fibras vegetales trenzadas, unidas por hilos delgados y amarradas a plumas. Es probable que haya formado parte de un tocado o peluca, usados para adornar la cabeza.
Entre sus prendas de vestir resaltan vinchas, vestidos, camisas largas y sin mangas decoradas con líneas verticales en color blanco y azul, mantos y taparrabos.

## Patrón Funerario

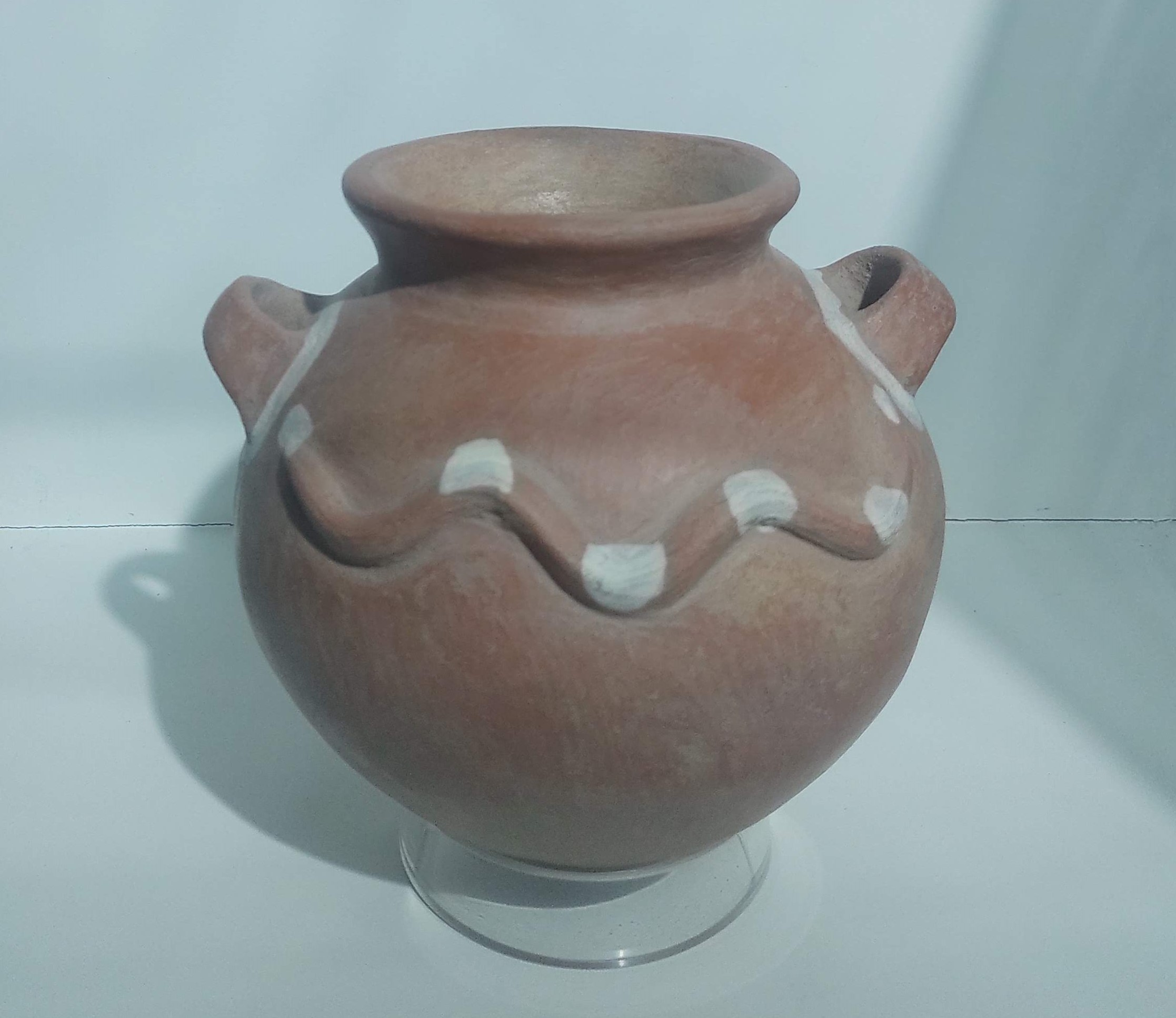
Vasija utilitaria que acompañaba a los fardos funerarios

Debido a los descubrimientos de fardos funerarios es que descubren que en la cultura Ychsma enterraban a los adultos en posición flexionada. Envolvían su cuerpo con telas llanas mediante pliegues y costuras simples. En su interior colocaban otro tipo de textiles con decoraciones, elementos que formaban parte de su ajuar funerario y un relleno compuesto de algodón y otros elementos vegetales. Además, el fardo se encontraba envuelto por soguillas reticuladas y, en muchos casos, esterillas y cañas laterales para brindarle soporte. Acompañaba al fardo un ajuar funerario externo, ubicado en forma de medialuna frente al individuo, y dispuesto en uno o más niveles. 
Durante las excavaciones se hallaron varias ollas o vasijas de época tardía, las cuales se caracterizaron por tener diseños de serpientes ondulantes en el cuerpo de la vasija. Estas vasijas, acompañaban a los fardos en contextos funerarios, contenían elementos como algodón y semillas. En algunos casos colocaban una calabaza en la boca de la vasija a fin de proteger su contenido.
Los niños, eran enterrados siguiendo otro patrón, estaban echados boca arriba, con palos de madera sujetados con soguillas y envueltos en textiles, la cantidad de textiles era menor que los usados en los adultos y a veces estaban dispuestos en un atado de forma externa

## Recuperación de la Huaca

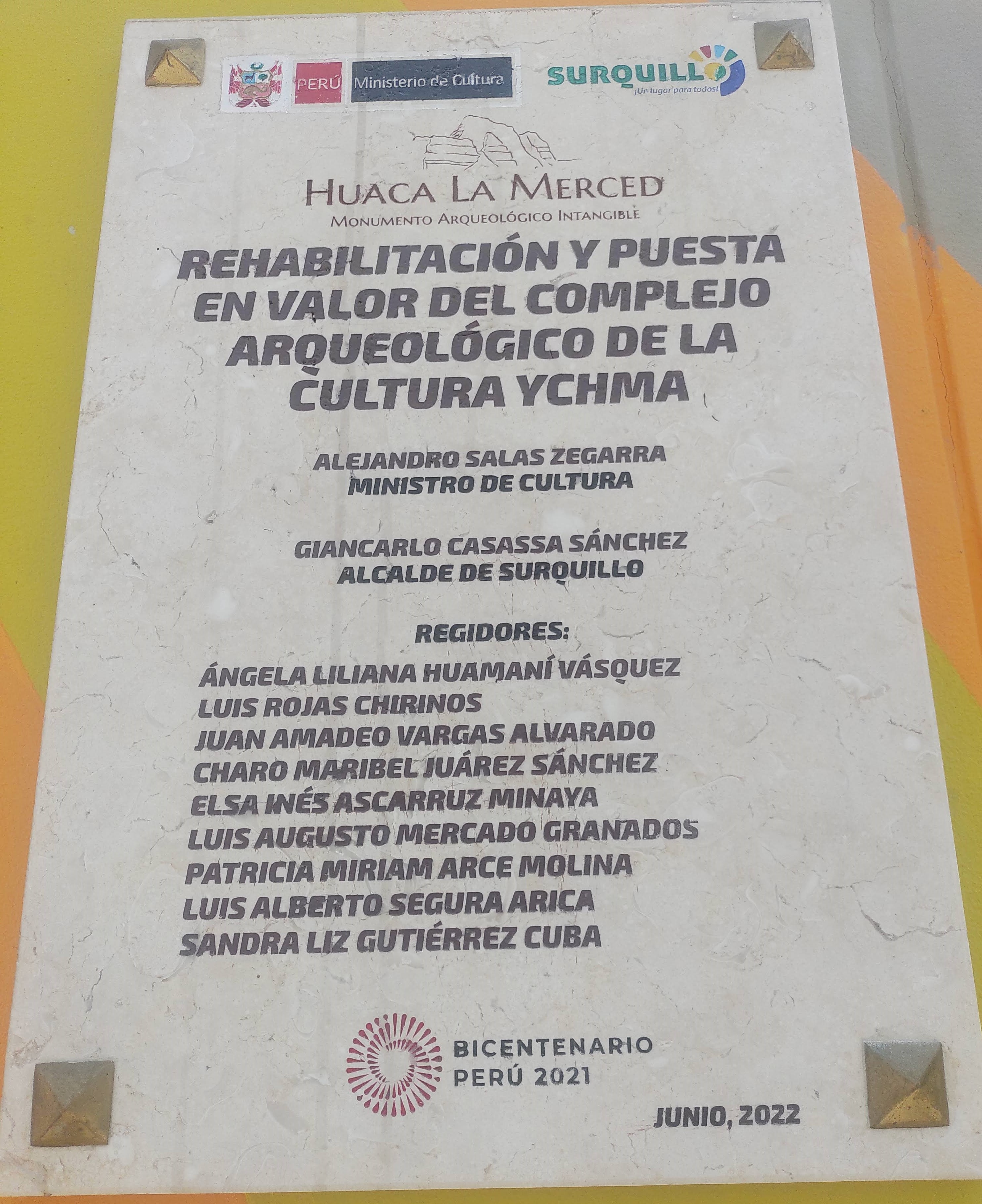
Placa de Rehabilitación y puesta en valor del complejo Arqueológico de la cultura Ychsma

A mediados del 2010 se firmó el Plan de Inversión de Proyectos Turísticos del año 2010 en base al Plan COPESCO Nacional a cargo del MINCETUR, a fin de recuperar la Huaca La Merced mediante la conservación arqueológica, debida señalización, nueva infraestructura y una debida iluminación. Todo esto con el fin que sea un punto de visita para el turismo en Surquillo y atraer a más visitantes peruanos y extranjeros, esta remodelación culminó en el año 2013 y desde esa fecha estuvo a disposición de los visitantes.
Solo duró abierta poco tiempo debido a que no podían sostener los costos del mantenimiento de la Huaca para los visitantes.
El 11 de junio del 2022 se reinauguró el Centro, fruto del trabajo conjunto del Concejo de Surquillo, el MINCUL, de la mano de Alejandro Salas Zegarra  quien fuera ministro de dicha cartera, y la empresa privada en este caso Calidda, favoreciendo así la entrada de los visitantes, y brindar mayores conocimientos de la cultura Ychsma. Es el único monumento arqueológico con el que cuenta el distrito. Este centro permitirá la difusión de las actividades que se dieron en lo que es ahora Lima y Callao especialmente en épocas prehispánicas.

## Plan de desarrollo cultural

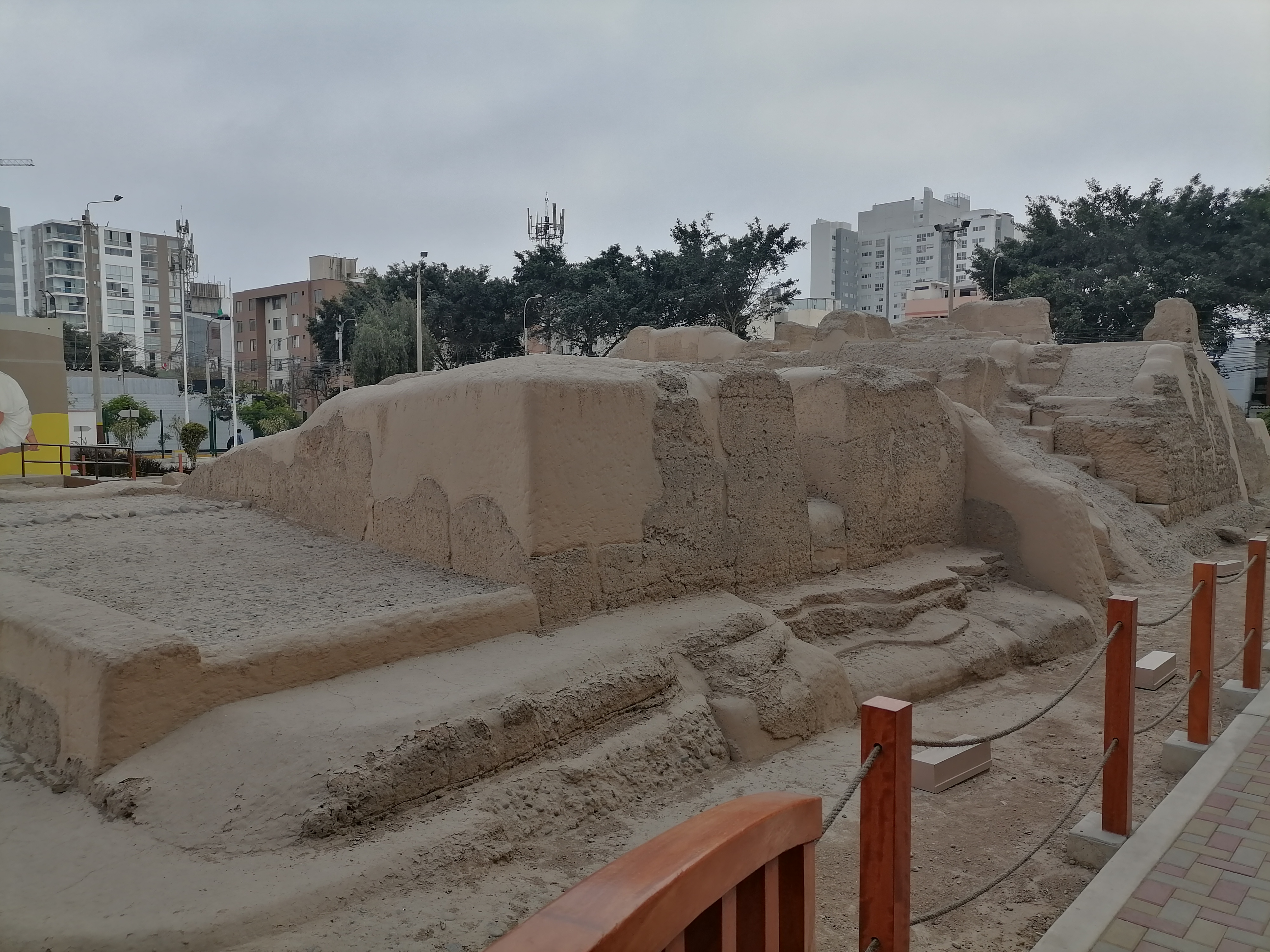
Parte trasera de la Huaca

La municipalidad de Surquillo demostró una gestión inapropiada que no es completamente afín con las metas que se tienen respecto a los Patrimonios Culturales de la Nación, puesto que carece de los conocimientos necesarios para llevar a cabo una adecuada administración. La propuesta de plan de desarrollo cultural para mejorar la gestión del sitio arqueológico presenta algunas conclusiones relacionadas con como el recinto y su renovación no fueron impulsados por los beneficios culturales, de la mano con el incentivo económico, social y el desarrollo local, por eso carece de una adecuada logística integrada por recursos humanos, financieros y administrativos que sean sostenibles a largo plazo. Esta incapacidad ha llevado a que se vea necesitado la ayuda de la empresa privada Calidda.     
Es también un inconveniente, la costumbre adquirida entre los arqueólogos y etnohistoriadores de compartir sus hallazgos en entornos estrictamente académicos, dejando de lado el espectro social, que carece de la información necesaria para constituir una conciencia que busque reconocer a las culturas y reivindicar su valor en la sociedad, tomando como ejemplo el caso de la cultura Ychsma, puesto que no son reconocidos de la misma forma que otras culturas.

## Galería Huaca La Merced

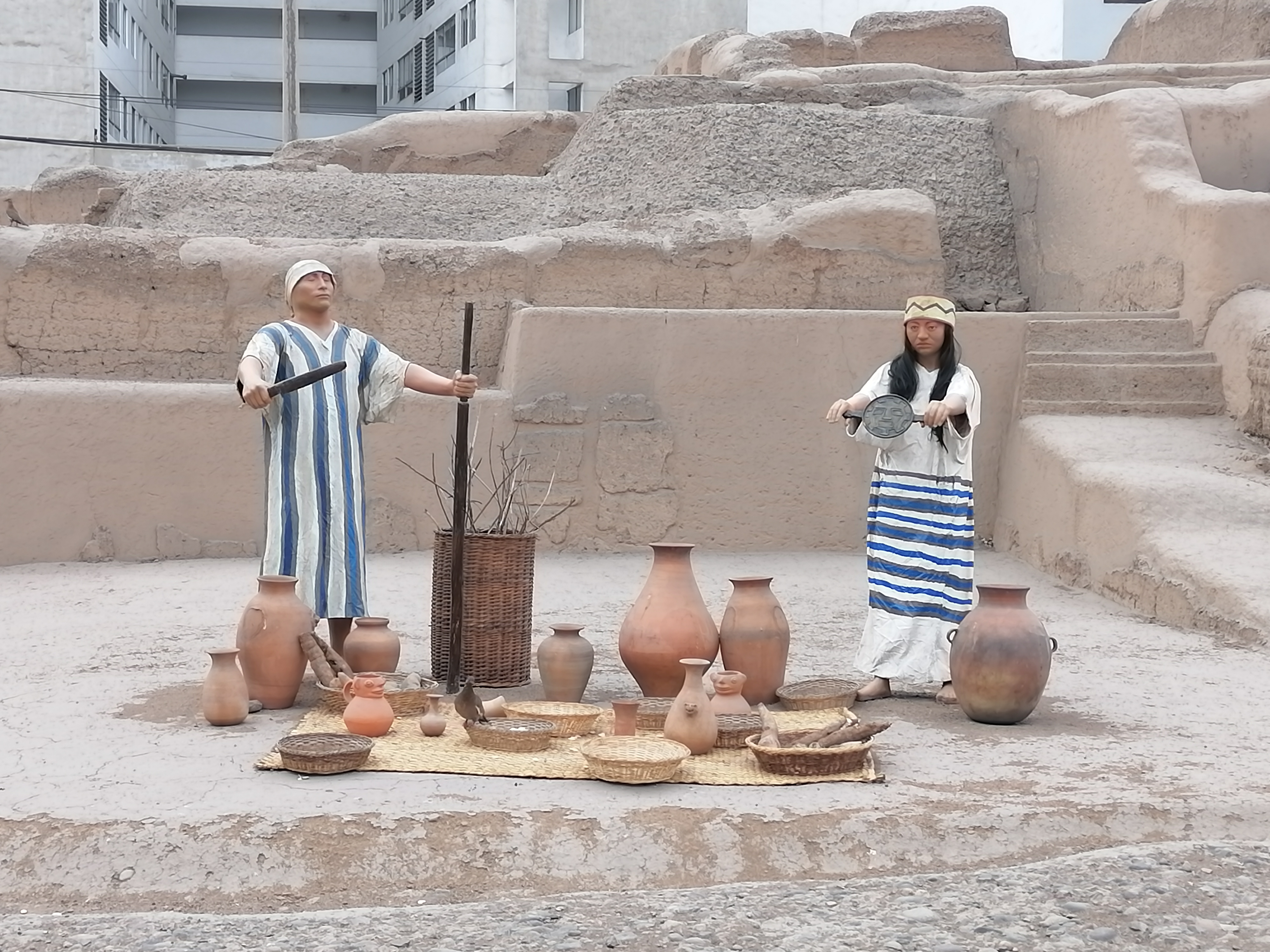
Vestimentas y ornamentos
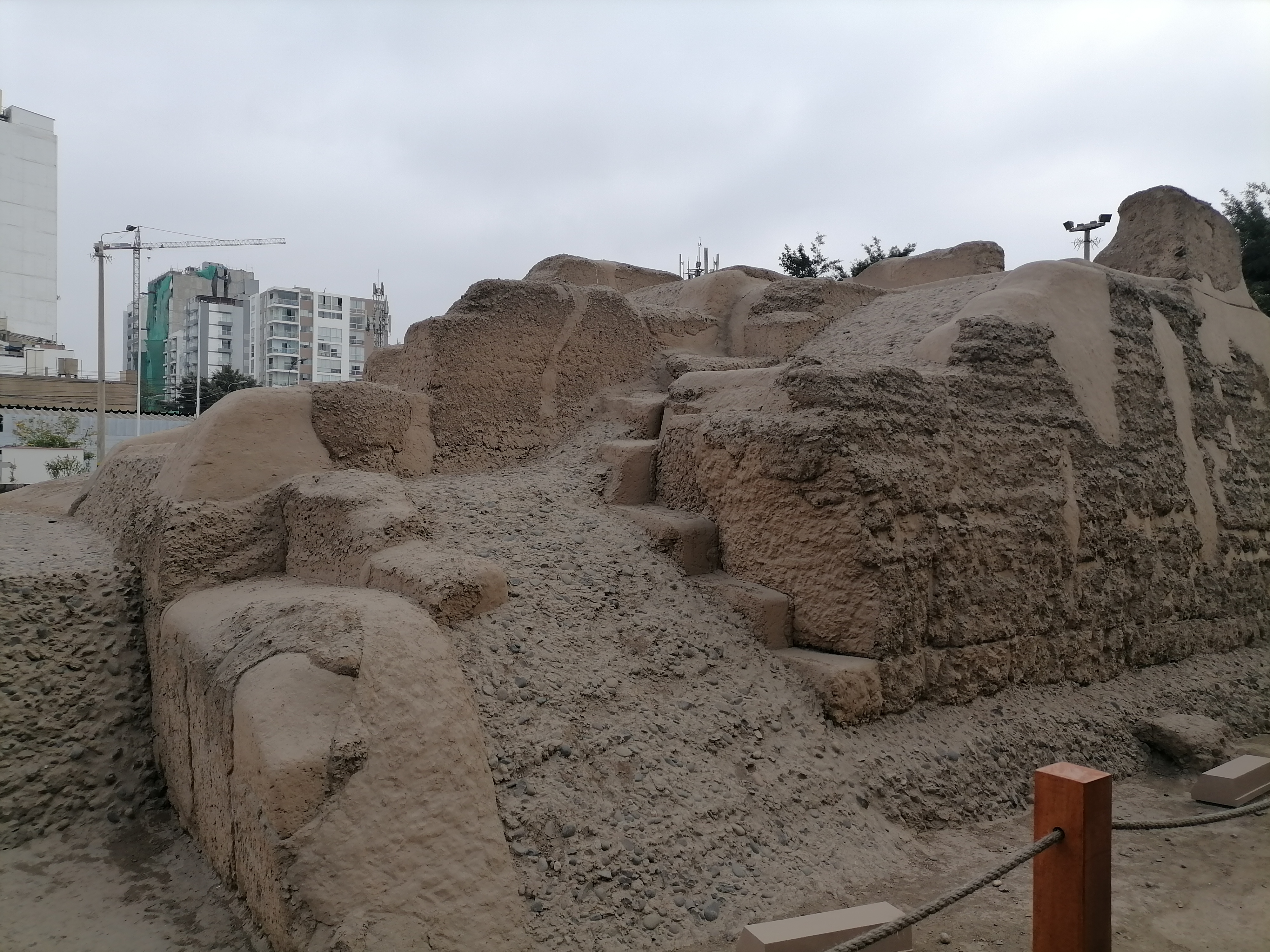
Escalinata en la parte frontal
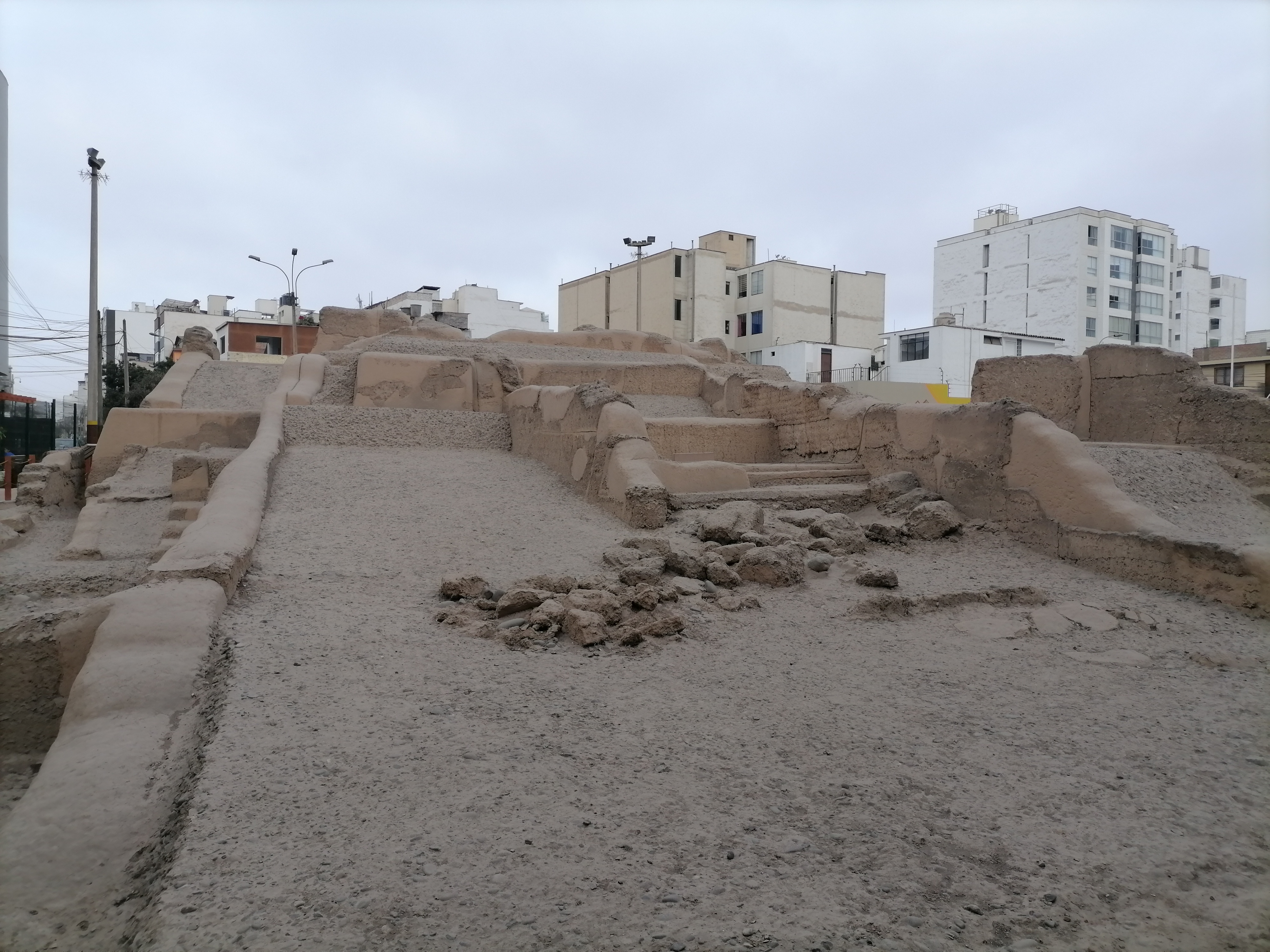
Zona inclinada
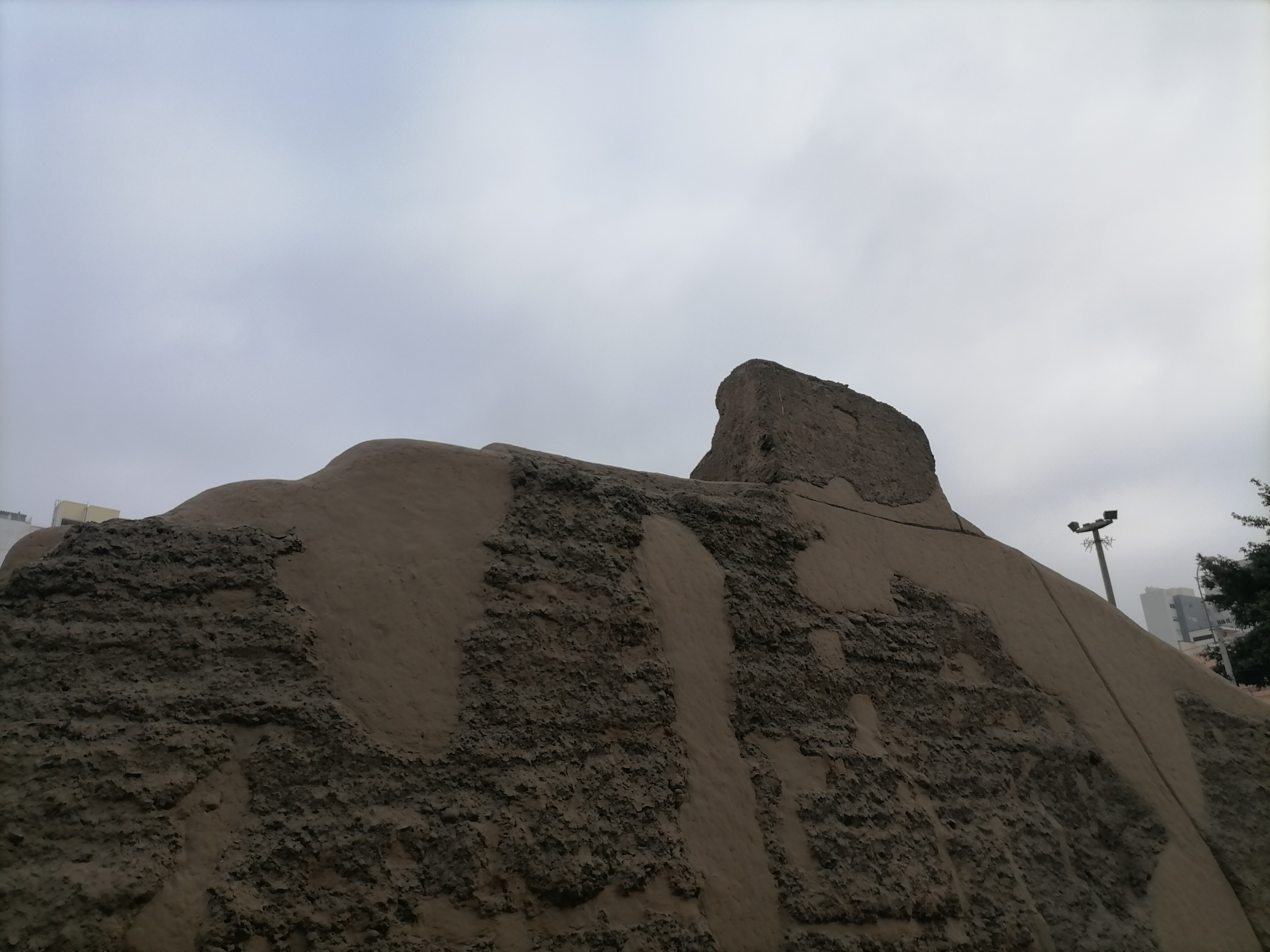
Restos en la parte frontal
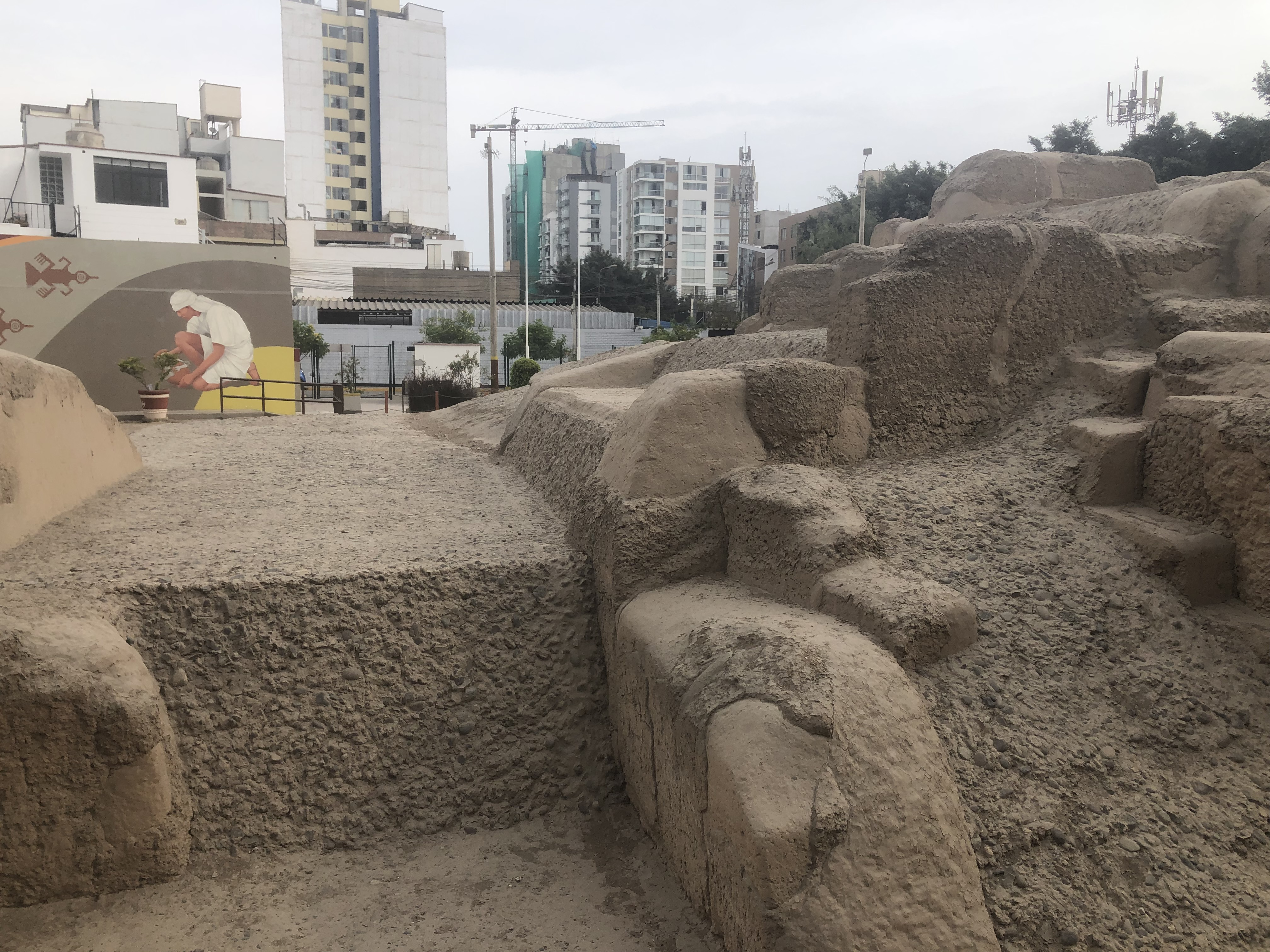
Imagen de la parte trasera de la Huaca
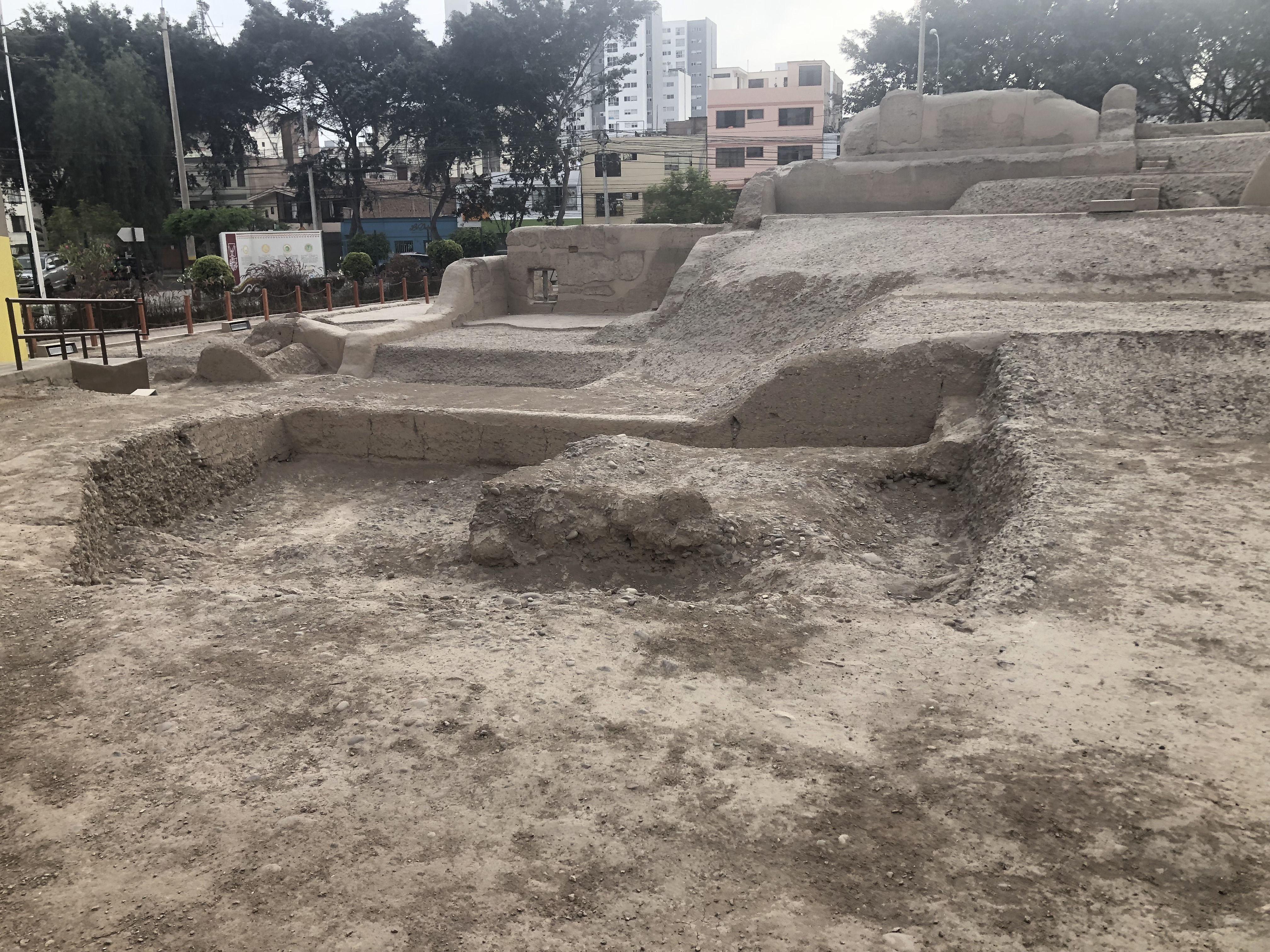
Imagen de lateral izquierdo
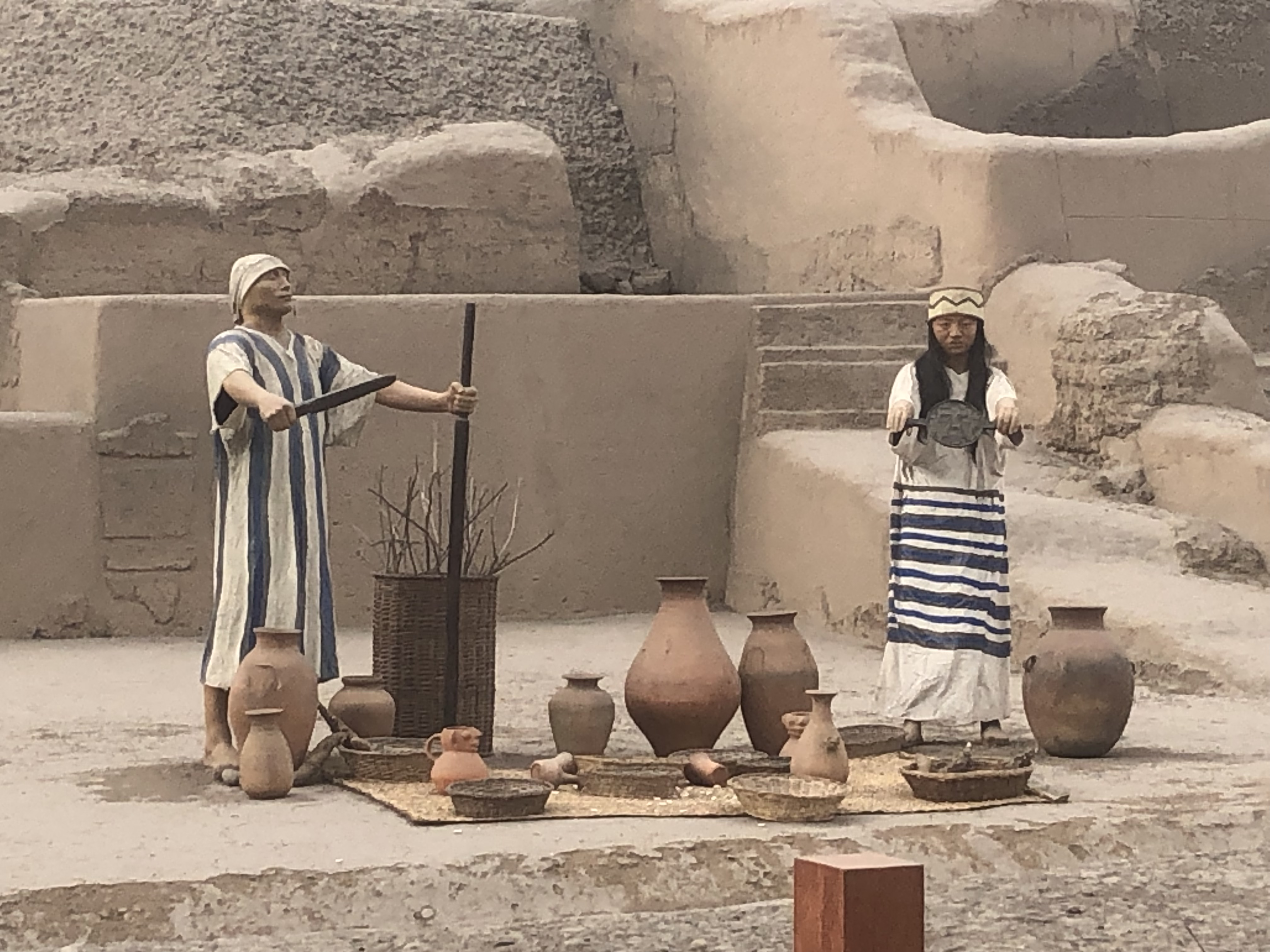
Imagen de la representación humana de la Cultura

## Galería del Museo Huaca La Merced

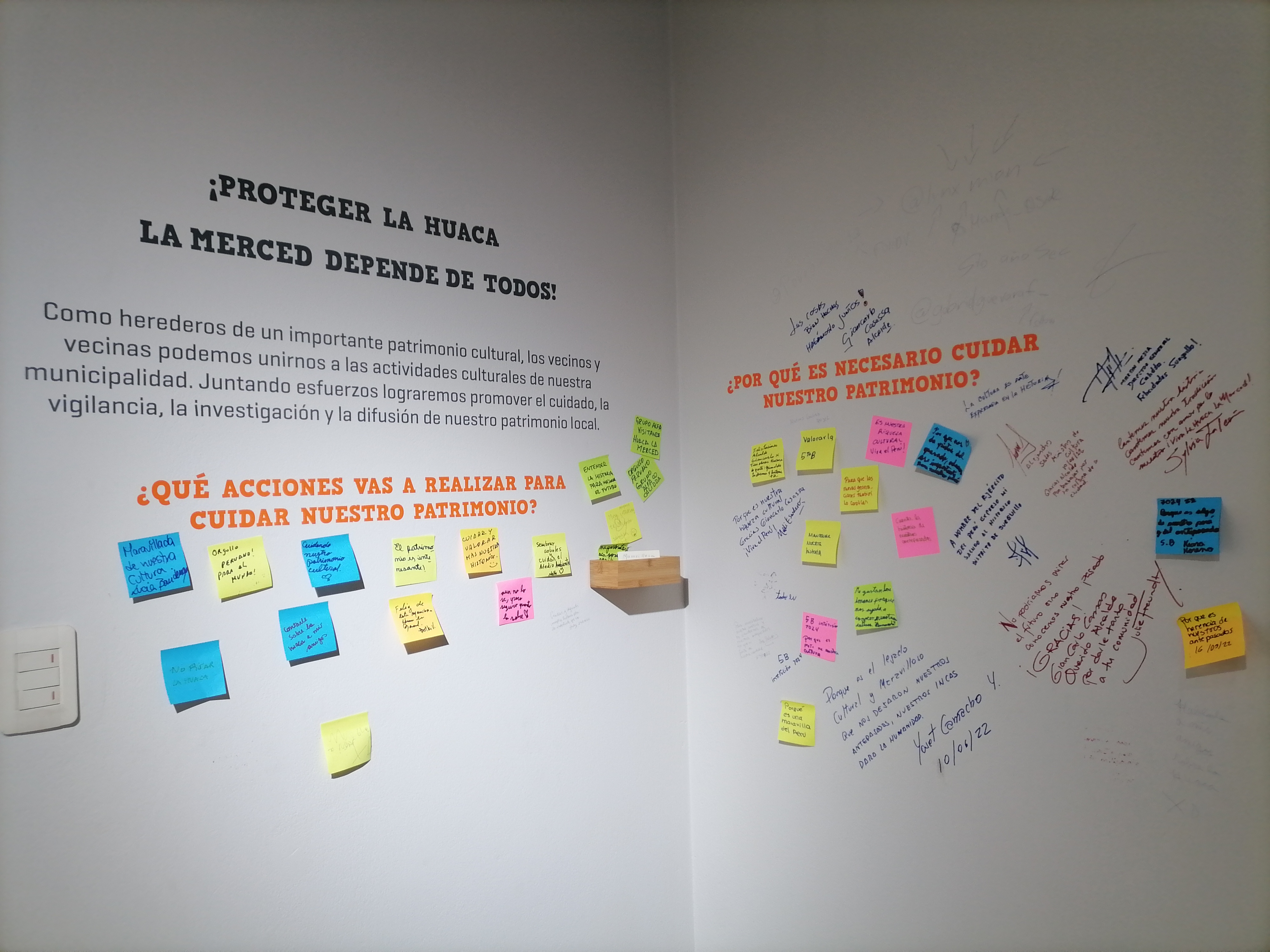
Mural interactivo "Proteger la Huaca La Merced depende de todos"
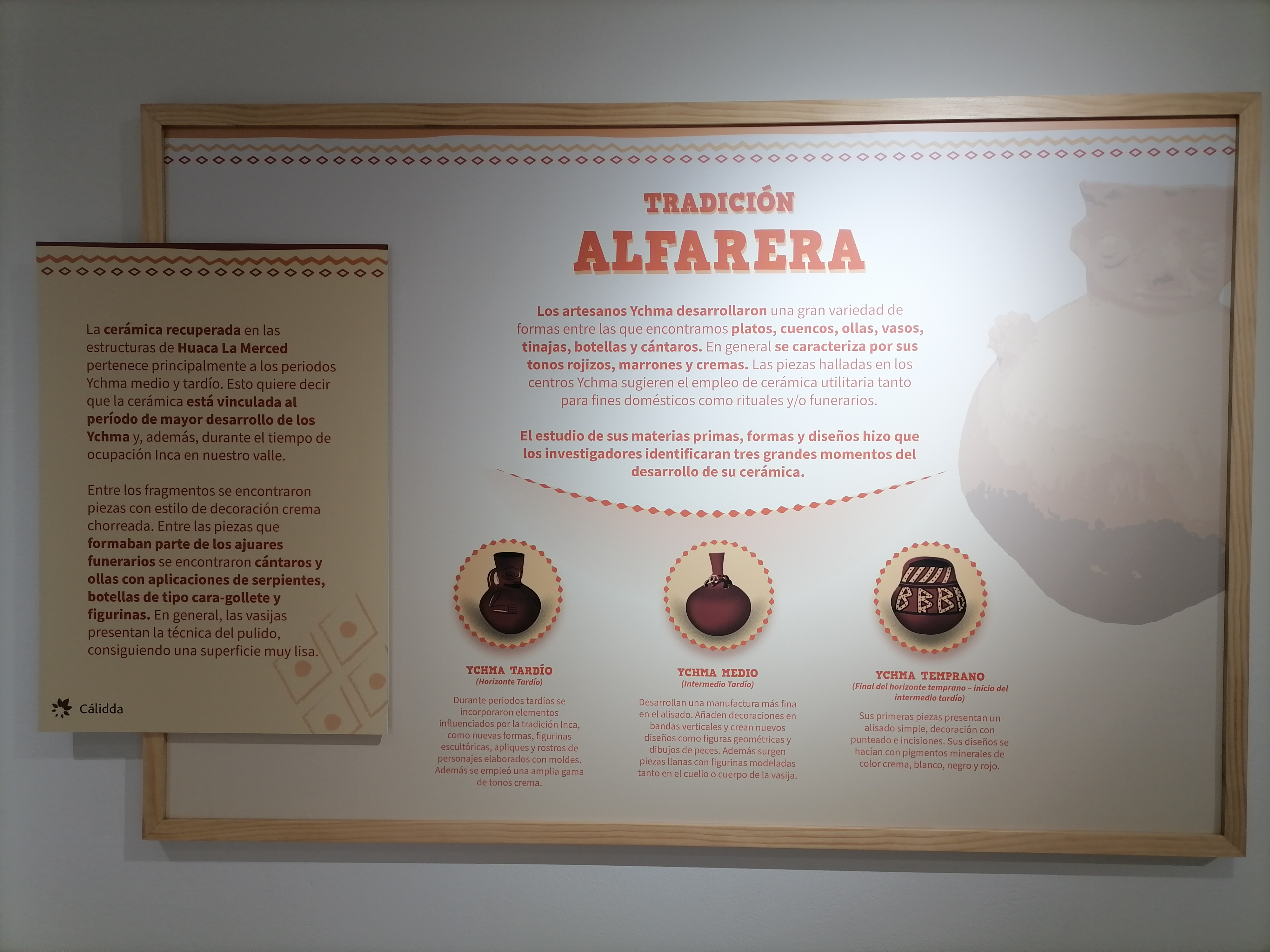
"Tradición alfarera"
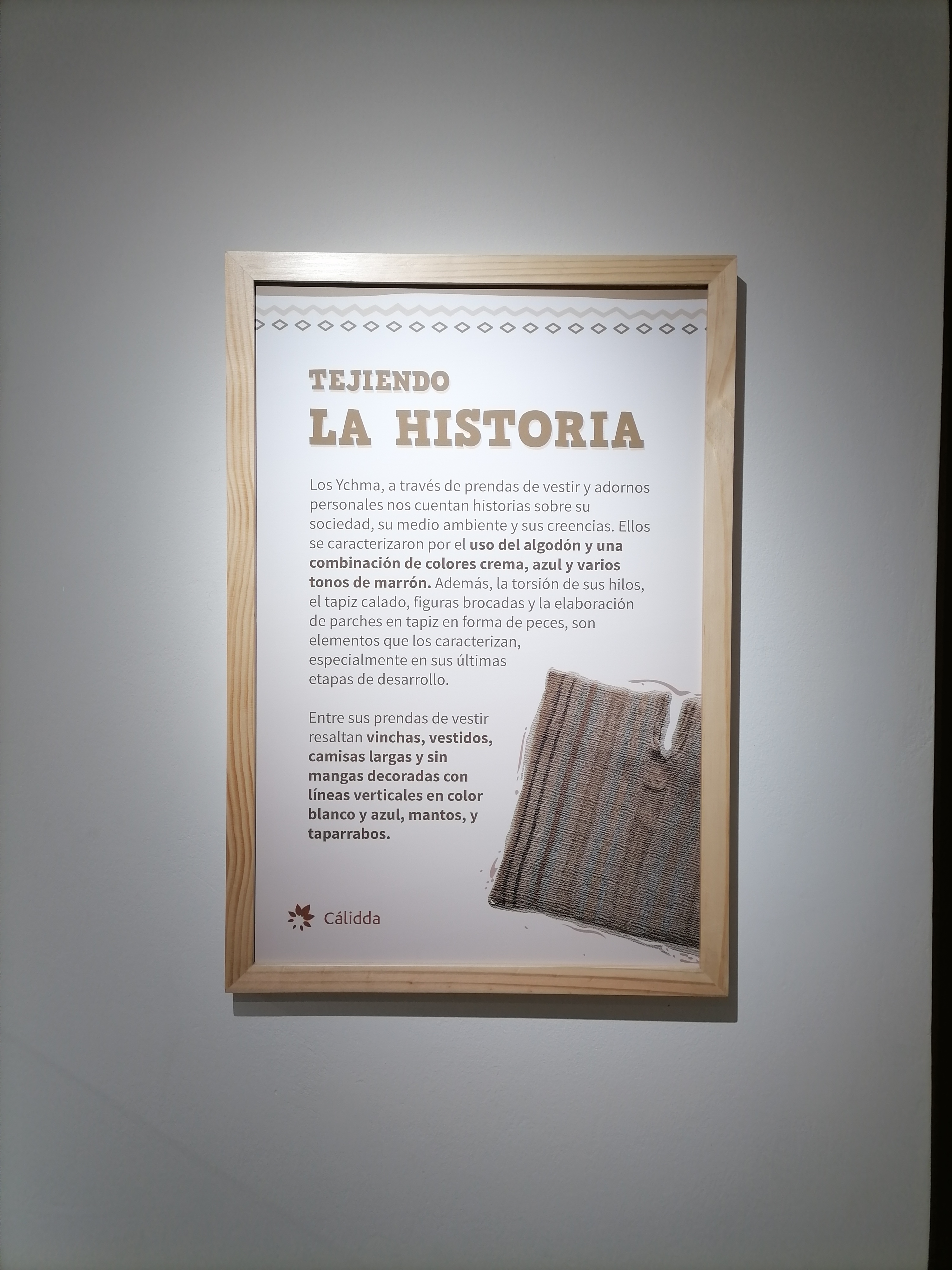
"Tejiendo la historia"
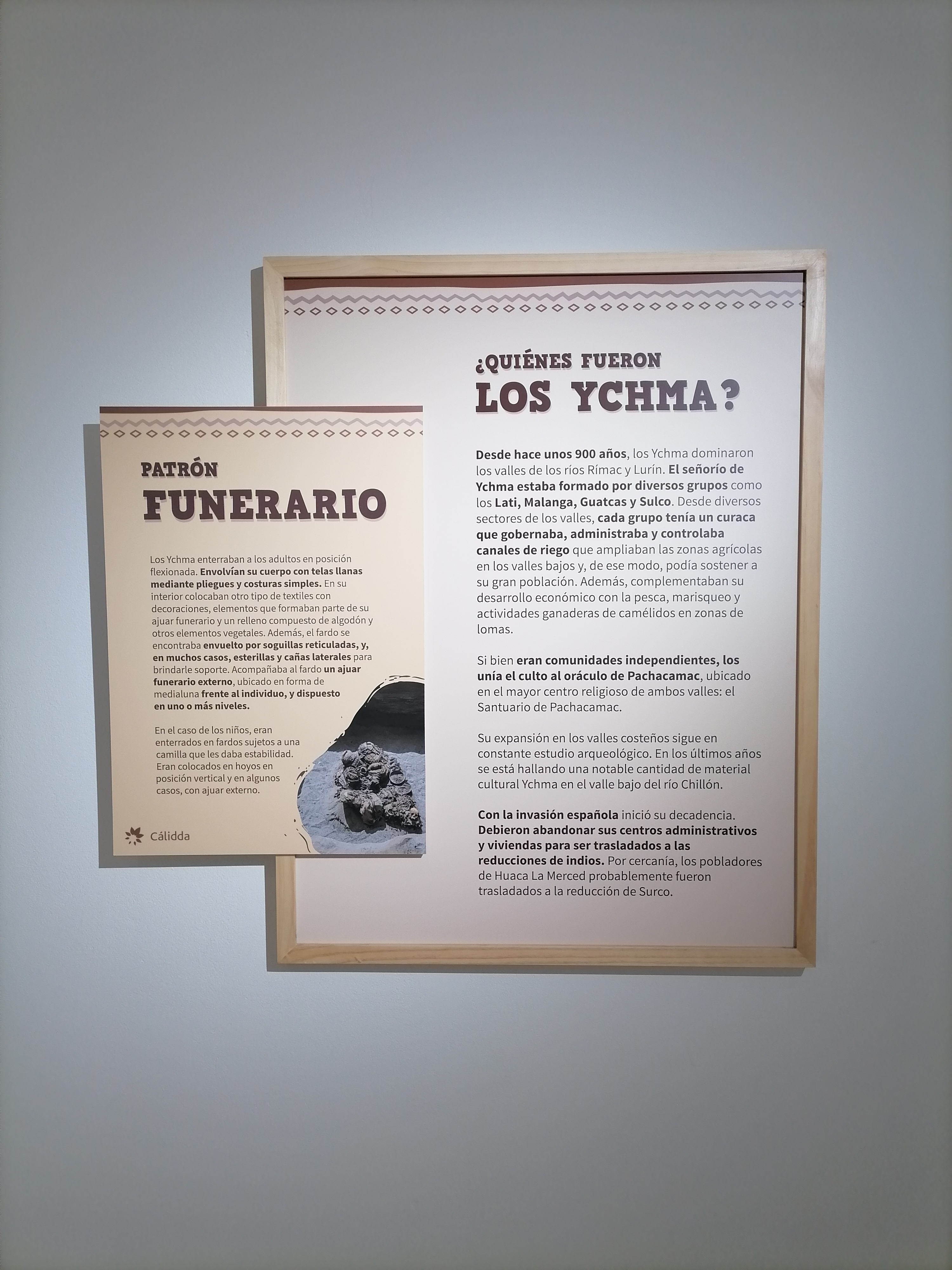
"¿Quiénes fueron los Ychma?"